# الغارات الجوية التركية على شمال سوريا (أكتوبر 2023)
الغارات الجوية التركية على شمال سوريا (أكتوبر 2023) هي سلسلة من الضربات الجوية التي شنتها سلاح الجو التركي، والتي استهدفت قوات سوريا الديمقراطية في عدة مواقع متفرقة في شمال سوريا بدءًا من 5 أكتوبر (تشرين الأول) 2023 ردًا على تفجير أنقرة عام 2023، والذي زعمت الحكومة التركية أن مهاجمين من المنتمين لقوات سوريا الديمقراطية في شمال شرق سوريا هم من نفذوه.

## الخلفية التاريخية
في 1 أكتوبر (تشرين الأول) 2023، وقع تفجير انتحاري في العاصمة التركية أنقرة، وأدّى إلى إصابة شرطيين تركيين، ثُم أعلن حزب العمال الكردستاني مسؤوليته عن التفجير. وفي 4 أكتوبر (تشرين الأول) 2023، صرح وزير الخارجية التركي هاكان فيدان أن المهاجمين كانوا قد دخلوا إلى تركيا عبر سوريا وأنهم تلقوا تدريباتهم هناك، وأعلن أن جميع عناصر البنية التحتية والبنية الفوقية ومنشآت الطاقة التابعة لقوات سوريا الديمقراطية في سوريا أصبحت تُمثّل أهدافًا مشروعة للقوات المسلحة التركية.

## الضربات الجوية
في 5 أكتوبر (تشرين الأول) 2023، شنت القوات الجوية التركية 38 غارة جوية على مواقع بمحافظة حلب ومحافظة الحسكة في شمال سوريا، ممّا أدى إلى مقتل 10 أشخاص. أسقطت قوات التحالف الدولي خلال الغارات الجوية طائرة مقاتلة تركية بدون طيار مسلحة بعد أن اقتربت من قاعدة جوية تابعة للتحالف الواقعة بالقرب من بلدة تل بيدر. ثُمّ قُتل عنصران من القوات الخاصة التركية في وقت لاحق من ذلك اليوم عندما قامت قوات الجيش السوري بقصف مدفعي على قاعدتهم الواقعة بالقرب من بلدة دابق. ارتفع عدد الغارات الجوية التركية على المناطق الواقعة في شمال شرق سوريا في 6 أكتوبر (تشرين الأول) 2023 إلى 64 غارة، واستهدفت هذه الغارات الجوية بشكل رئيسي البنية التحتية والمنشآت الحيوية مثل محطات النفط والغاز والطاقة، والسدود وخطوط أنابيب النفط الواقعة في مدينة القحطانية بمحافظة الحسكة، وقد قُتل ما لا يقل عن سبعة أشخاص خلال هذه الغارات الجوية. وفي 7 أكتوبر (تشرين الأول) 2023، ارتفع عدد الغارات الجوية التركية في شمال شرق سوريا إلى 70 غارة، وقُتل جنديان تركيان ومدني واحد. وفي 8 أكتوبر (تشرين الأول) 2023، استهدفت الغارات الجوية التركية مقر قوات الأمن الداخلي الكردية (الأساييش) الواقع في منطقة المالكية، مما أسفر عن مقتل 30 شخصًا وإصابة 37 آخرين. وفي 9 أكتوبر (تشرين الأول) 2023، تسبّبت الضربات الجوية التركية في مقتل جندي سوري في محافظة حلب، ثُم لقي 4 جنود أتراك حتفهم نتيجة لقصف صاروخي نفذه مجلس تل تمر العسكري على قاعدة جوية تابعة للقوات التركية في بلدة الداودية، كما قُتل 3 مقاتلين من فصيل أحرار الشرقية.